# 斯庫泰奇

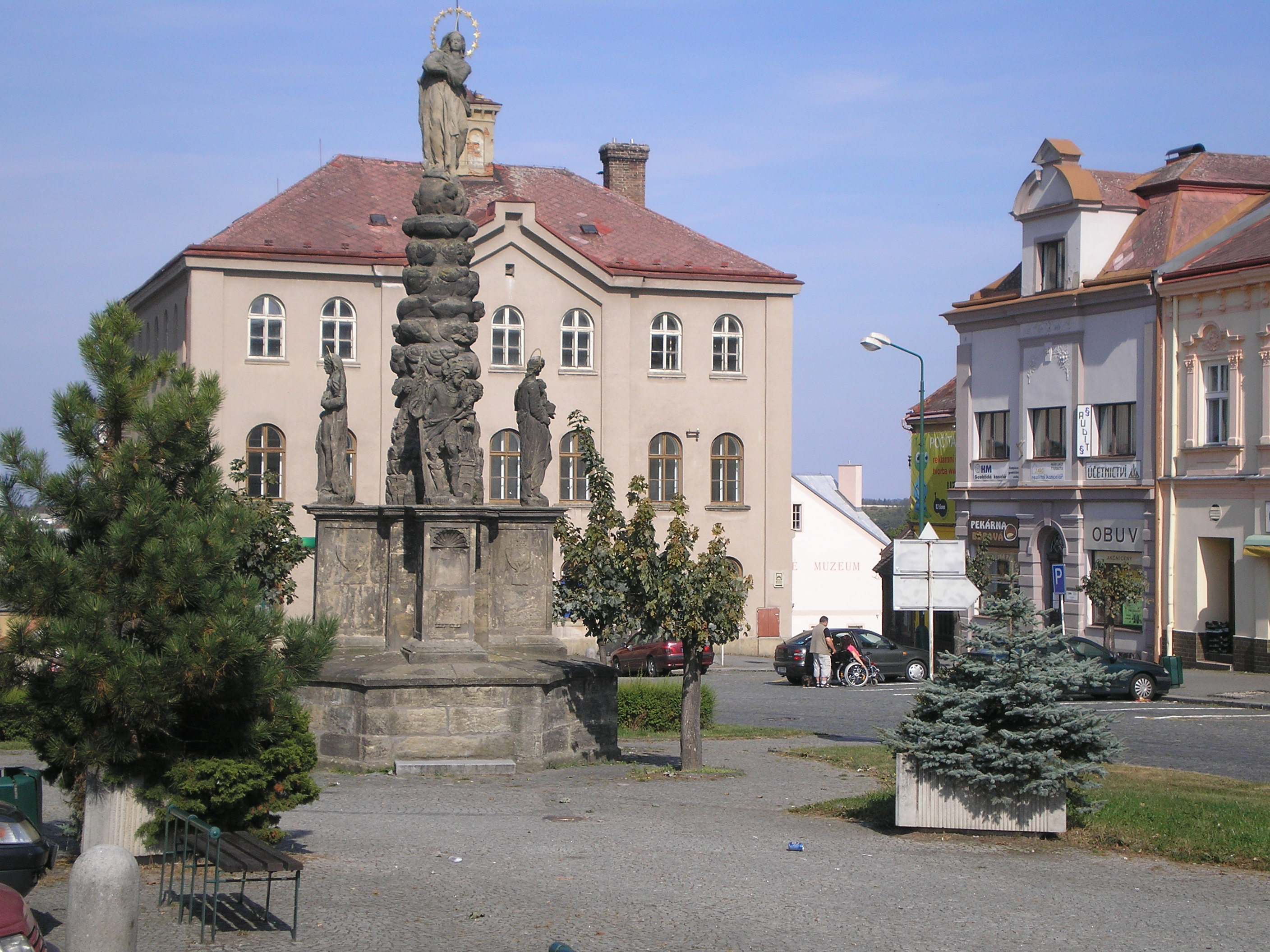

斯庫泰奇是捷克的城鎮，位於該國中部，距離赫魯迪姆22公里，由帕爾杜比采州負責管轄，面積35.41平方公里，海拔高度410米，2014年人口5,168。

## 外部連結
- Municipal website (in Czech) （页面存档备份，存于）